# Elecciones provinciales del Chubut de 2023
Las elecciones de la provincia del Chubut de 2023 se realizaron el 30 de julio según lo establecido por  el gobierno provincial. Los candidatos surgen de las elecciones internas de cada espacio, ya que en la provincia fueron eliminadas las primarias abiertas, simultáneas y obligatorias (PASO). Además se renovarán las 27 bancas de la legislatura provincial. Las cinco listas de candidatos se oficializaron el 11 de junio.

## Cronograma Electoral
| Fecha    | suceso |
| -------- | --- |
| 25/04/23 | Cierre del padrón provisorio y fecha límite para la inclusión de novedades registrales |
| 05/05/23 | Publicación del padrón electoral provisorio. |
| 19/05/23 | Fin de plazo para efectuar reclamos de electores sobre sus datos y solicitar elminación de fallecidos                                                                                       |
| 31/05/23 | Fin de plazo para solicitar reconocimiento de las alianzas transitorias y confederaciones para participar en los comicios                                                                   |
| 05/06/23 | Comunicación al TEP -por parte de las agrupaciones políticas- de la integración, reglamento, domicilio, días y horarios de funcionamiento y sitio web de las juntas electorales partidarias |
| 05/06/23 | Fin de plazo para solicitar la asignación de colores para las boletas |
| 10/06/23 | Fin de plazo para registrar candidatos y solicitud de oficialiación de listas |
| 10/06/23 | Fin de plazo para designar un responsable económico financiero por agrupación política |
| 25/06/23 | Fin de plazo para asignar espacios de publicidad en medios de com. audiovisual. |
| 30/06/23 | Designación de autoridades de mesas |
| 30/06/23 | Impresión y publicación del padrón definitivo |
| 30/06/23 | Presentación de modelos de boleta para oficialización |
| 30/06/23 | Inicio de la campaña electoral |
| 10/07/23 | Inicio de la campaña electoral en medios audiovisuales |
| 10/07/23 | Fin de plazo para subsanar errores u omisiones existentes en el padrón |
| 10/07/23 | Fin del plazo para la entrega de boletas por parte del Tribunal Electoral a los jueces de Paz                                                                                               |
| 15/07/23 | Comienzo de la prohibición de actos públicos suceptibles de promover la captación del sufragio                                                                                              |
| 15/07/23 | Difusión de los lugares y mesas de votación |
| 28/07/23 | Fin de la campaña electoral. Comienzo de la veda electoral. |
| 30/07/23 | Elecciones |
| 30/07/23 | Prohibición de publicar o difundir encuestas sobre el resultado durante la elección (hasta las 3h después del cierre)                                                                       |
| 01/08/23 | Fin de plazo para efectuar reclamos y protestas sobre vicios en la constitución y funcionamiento de mesas y la elección                                                                     |
| 01/08/23 | Inicio de escrutinio definitivo |

## Candidatos
| Logo                                                       | Logo                                            | Partido / Coalición                            | Partidos en la coalición | Candidato a gobernador                         | Candidato a gobernador                         | Candidato a vicegobernador | Candidato a vicegobernador |
| ---------------------------------------------------------- | ----------------------------------------------- | ---------------------------------------------- | --- | ---------------------------------------------- | ---------------------------------------------- | -------------------------- | -------------------------- |
|                                                            |                                                 | Arriba Chubut                                  | Ver partidos: - Partido Justicialista - Frente Renovador - Partido de la Victoria - Partido Socialista Auténtico del Chubut - Primero Chubut - Chubut Somos Todos - Partido de la Cultura, la Educación y el Trabajo - Nuevo Encuentro (municipal del Hoyo) |                                                | Juan Pablo Luque                               |                            | Ricardo Sastre             |
| - Intendente de Comodoro Rivadavia (desde 2019)            | - Intendente de Comodoro Rivadavia (desde 2019) | Arriba Chubut                                  | Ver partidos: - Partido Justicialista - Frente Renovador - Partido de la Victoria - Partido Socialista Auténtico del Chubut - Primero Chubut - Chubut Somos Todos - Partido de la Cultura, la Educación y el Trabajo - Nuevo Encuentro (municipal del Hoyo) | - Vicegobernador del Chubut (desde 2019)       | - Vicegobernador del Chubut (desde 2019)       |                            |                            |
|                                                            |                                                 | Juntos por el Cambio                           | Ver partidos: - Unión Cívica Radical - Propuesta Republicana |                                                | Ignacio Agustín Torres                         |                            | Gustavo Menna              |
| - Senador de la Nación por Chubut (desde 2021)             | - Senador de la Nación por Chubut (desde 2021)  | Juntos por el Cambio                           | Ver partidos: - Unión Cívica Radical - Propuesta Republicana | - Diputado de la Nación por Chubut (2017-2021) | - Diputado de la Nación por Chubut (2017-2021) |                            |                            |
|                                                            |                                                 | Por la Libertad Independiente Chubutense       | Ver partidos: - Partido Independiente de Chubut - Ciudadanos por Chubut |                                                | César Treffinger                               |                            | Laura Mirantes             |
| Empresario1                                                | Empresario1                                     | Por la Libertad Independiente Chubutense       | Ver partidos: - Partido Independiente de Chubut - Ciudadanos por Chubut | Comisaria                                      | Comisaria                                      |                            |                            |
|                                                            |                                                 | Frente de Izquierda y de Trabajadores - Unidad | Ver partidos: - Movimiento Socialista de los Trabajadores - Partido del Obrero |                                                | Emilse Saavedra                                |                            | Julieta Rusconi            |
| Técnica en turismo                                         | Técnica en turismo                              | Frente de Izquierda y de Trabajadores - Unidad | Ver partidos: - Movimiento Socialista de los Trabajadores - Partido del Obrero | Docente                                        | Docente                                        |                            |                            |
|                                                            |                                                 | Partido GEN                                    | Partido sin alianza |                                                | Oscar Petersen                                 |                            | Nancy Lobos                |
| - Subsecretario de Derechos Humanos de Chubut (desde 2017) |                                                 | Partido GEN                                    | Partido sin alianza |                                                |                                                |                            |                            |

## Encuestas de opinión
| Fecha                    | Encuestadora            | Muestra |       |       |       |      |      | Blanco | Indecisos | Ventaja |
| ------------------------ | ----------------------- | ------- | ----- | ----- | ----- | ---- | ---- | ------ | --------- | ------- |
| Fecha                    | Encuestadora            | Muestra |       |       |       |      |      | Blanco | Indecisos | Ventaja |
| 11 - 13 de junio de 2023 | Zuban Córdoba           | 800     | 36,2  | 27    | 5,9   | 1,4  | 0,8  | 3,7    | 21,5      | 9,2     |
| 1 - 9 de julio de 2023   | Trespuntozero           | 974     | 28    | 35,5  | 11,6  | 2,4  | 0,5  | 8,4    | 13,6      | 7,5     |
|                          |                         |         |       |       |       |      |      |        |           |         |
| 30 de julio de 2023      | Elecciones provinciales | 328.573 | 34,11 | 35,71 | 13,18 | 4,27 | 2,24 | 7,78   | -         | 1,6     |

## Resultados

### Gobernador y Vicegobernador
|  | 35,77 % |

|  | 33,88 % |

|  | 13,11 % |

|  | 4,26 % |

|  | 2,25 % |

|  | 89,27 % |

|  | 8,33 % |

|  | 2,40 % |

|  | 69,25 % |

|  | 100 % |

### Legislatura
|  | 40,23 % |

|  | 37,80 % |

|  | 14,25 % |

|  | 5,11 % |

|  | 2,61 % |

|  | 86,41 % |

|  | 11,29 % |

|  | 2,30 % |

|  | 69,34 % |

|  | 100 % |